# District

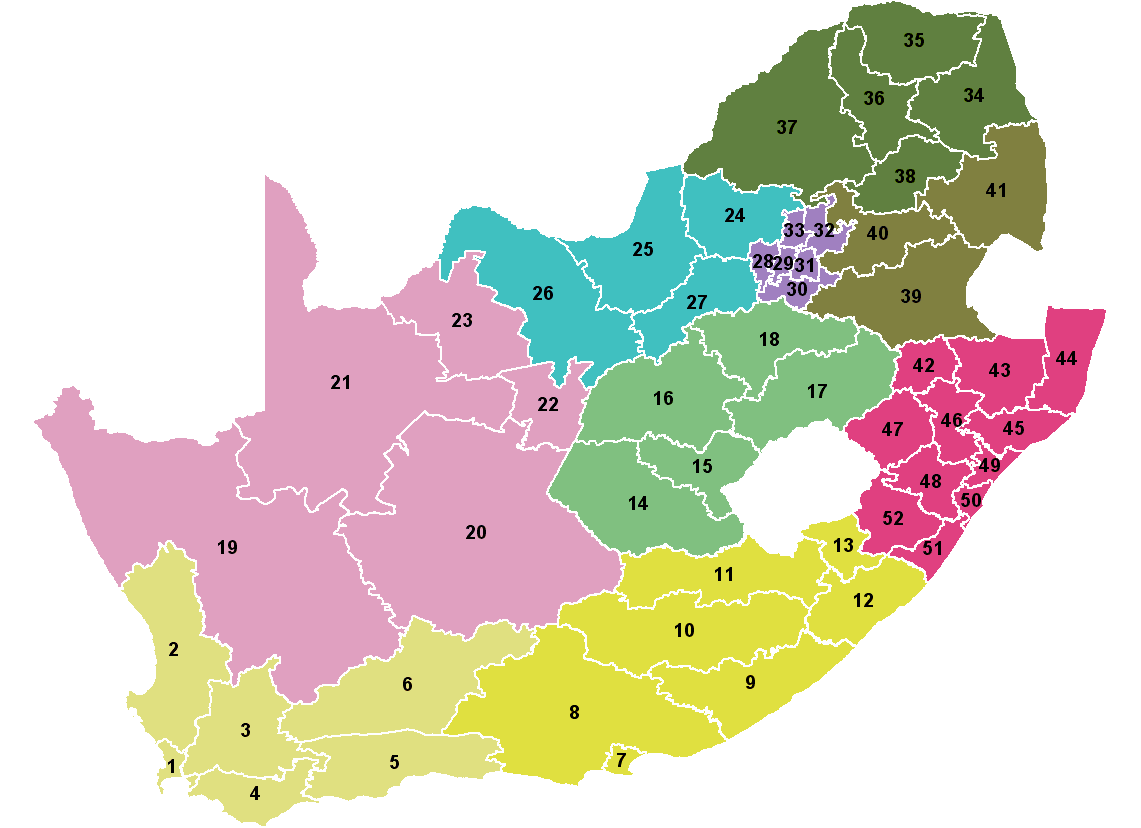
Districten van Zuid-Afrika

Een district is een bestuurlijke eenheid die voorkomt in een groot aantal landen:

## Albanië
Voorheen (tot 31 juli 2000) werd Albanië opgedeeld in 36 districten (rrethe). Deze districten zijn inmiddels vervangen door de huidige 12 prefecturen.

## Bangladesh
Bangladesh heeft 64 districten (zila).

## België
In België kent men stadsdistricten en provinciedistricten.
Elke stad met meer dan 100.000 inwoners mag zijn deelgemeenten districten noemen. Enkel Antwerpen maakt momenteel van dit recht gebruik. Ze worden bestuurd door het districtscollege en de inwoners worden vertegenwoordigd door de districtsraad. De Antwerpse districten zijn vergelijkbaar met de Nederlandse stadsdelen of deelgemeenten zoals die bestonden in Amsterdam en Rotterdam. 
Vroeger hadden sommige gemeenten ook meerdere districten voor het bijhouden van de registers van de Burgerlijke Stand. Die regeling werd opgeheven in 2018. Dat was het geval in:
- Brussel (1921-1994): het 2e district omvatte het grondgebied van de geannexeerde gemeenten Laken, Neder-Over-Heembeek en Haren.[3]
- Antwerpen: Sinds 1929 omvatte het 2e district het grondgebied van de toen geannexeerde gemeenten Oorderen en Wilmarsdonk en de geannexeerde delen van Lillo en Hoevenen (Oosterweel ging op in het 1e district); in 1958 kwamen daar een 3e, 4e en 5e district bij voor de toen geannexeerde gemeenten Lillo, Berendrecht resp. Zandvliet. Bij de gemeentefusie in 1982 werd Antwerpen heringedeeld in 10 districten die overeen kwamen met het grondgebied van de vroegere gemeenten Berendrecht (2e), Zandvliet (3e), Berchem (4e), Borgerhout (5e), Deurne (6e), Ekeren (7e), Hoboken (8e), Merksem (9e) en Wilrijk (10e district). Lillo ging op in het 1e district. Vanaf 2001 vielen de districten voor de burgerlijke stand samen met de stadsdistricten, waardoor er één district Berendrecht-Zandvliet-Lillo ontstond.
- Brecht (1962-1976): het 2e district omvatte de exclave Sint-Antonius (bij de gemeentefusies in 1977 bij Zoersel gevoegd)
- Brugge (1962-2008): het 2e district omvatte Zeebrugge en vanaf 1970 ook Lissewege.
- Charleroi: 7 districten.[4]

Voor de provincieraadsverkiezingen werd elke provincie onderverdeeld in administratieve arrondissementen, en elk arrondissement in een of meer kieskringen genaamd provinciedistricten, bestaande uit een of meer kieskantons. De reststemmen van een partij over de verschillende provinciedistricten van hetzelfde arrondissement konden via apparentering worden samengevoegd. In Vlaanderen zijn de provinciale kiesdistricten nu één of meerdere arrondissementen, zonder apparentering. In Wallonië bestaat die regeling wel nog.

## Belize
Belize is onderverdeeld in zes districten.

## Bosnië en Herzegovina
Bosnië en Herzegovina heeft één federaal district: Brčko.

## Brazilië
Brazilië kent één federaal district: het Federaal District (Brazilië). Gemeenten kunnen worden onverdeeld in districten als een administratieve eenheid vergelijkbaar met de deelgemeenten in België.

## China
De Volksrepubliek China bestaat onder meer uit districten en subdistricten.

## Cyprus
Cyprus is onderverdeeld in zes districten.

## Duitsland
Duitsland kent de Landkreis en de Kreisfreie Stadt.

## Duitse Democratische Republiek
De voormalige DDR had vijftien districten: Bezirke.

## Engeland
Districten zijn de meest herkenbare vorm van lokale overheid in grote delen van Engeland.

## India
India bestaat uit 604 districten (zilla).

## Israël
Israël heeft zeven districten (mechoz, meervoud mechozot). Het ministerie van binnenlandse zaken heeft ze ingesteld voor aangelegenheden op het gebied van de planologie en de statistiek.

## Japan
Een district (gun in het Japans) is een lokale bestuurlijke eenheid die dorpen omvat, maar geen steden.

## Kazachstan
Kazachstan heeft 202 eenheden op bestuurlijk niveau 3.

## Kenia
Kenia heeft 71 districten (wilaya).

## Luxemburg
Het Groothertogdom Luxemburg is verdeeld in drie districten. Elk district bestaat uit verschillende kantons. Luxemburg is politiek gezien verdeeld in vier kiesdistricten.

## Malawi
Malawi heeft 27 districten.

## Maleisië
Een district is in Maleisië de kleinste bestuurlijke eenheid.

## Mauritius
Mauritius is verdeeld in negen districten.

## Mexico
Mexico heeft één federaal district Mexico-Stad dat in zestien districten is onderverdeeld.

## Nauru
Het kleinste land in Oceanië, de eilandstaat Nauru, is onderverdeeld in veertien districten.

## Nepal
Nepal heeft 75 districten.

## Oostenrijk
Oostenrijk bestaat onder meer uit districten (Bezirk).

## Oost-Timor
Oost-Timor heeft dertien districten (distritos).

## Pakistan
Pakistan heeft 124 districten.

## Peru
Peru heeft 1833 districten.

## Polen
Polen is onderverdeeld in powiats, vergelijkbaar met districten.

## Portugal
Portugal bestaat uit achttien districten.

## Roemenië
Roemenië is onderverdeeld in 41 județe (op Wikipedia vertaald als districten) en één stad (Boekarest).

## Rusland
In Rusland wordt rajon (район in het Russisch) onder andere gebruikt voor gemeenten die ook wel worden aangeduid als districten (uitzondering vormen de selsovjets). Deze worden in sommige autonome republieken echter anders aangeduid (in Jakoetië als oeloesen, Tuva als kozjuuns en Altaj (onofficieel) als ajmaks). Sinds 2005 is er een systeem met gemeentelijke districten en stedelijke districten in werking getreden (zie Russische gemeente). Op provinciaal niveau zijn er autonome districten (okroegs) met een kleine mate van zelfbestuur, naast de andere typen deelgebieden; zie deelgebieden van Rusland. Het hoogste niveau vormen de federale districten die misschien het beste te omschrijven zijn als landsdelen en die zijn ingesteld in 2000 en na de bestuurlijke herstructurering die momenteel bezig is op termijn weer moeten verdwijnen. Hiernaast bestaan er nog de rurale districten (zie okroeg) en militaire districten.
Ook in andere voormalige sovjetstaten wordt de benaming 'rajon' gebruikt voor verschillende bestuurskundige eenheden.

## Sao Tomé en Principe
De Afrikaanse eilandstaat Sao Tomé en Principe is opgedeeld in zeven districten. Zes hiervan liggen in de provincie Sao Tomé, terwijl het district Pagué samenvalt met de provincie Principe. De districten worden onder meer gebruikt bij de parlementsverkiezingen.

## Servië
Servië heeft 31 districten (okrug).

## Somalië
Somalië heeft 28 districten, met als hoofddistrict het 'federal head district' (FHD).

## Slowakije
Slowakije bestaat onder meer uit districten (okresy).

## Suriname
Suriname is onderverdeeld in tien districten. Deze onderverdeling werd in 1985 ingevoerd. De districtsraden zijn grondwettelijk het hoogste politiek-bestuurlijke orgaan van een district. Aan het hoofd staat een districtscommissaris. De districten worden onderverdeeld in ressorten die bestuurd worden vanuit de ressortraden.

## Swaziland
Swaziland is onderverdeeld in vier districten.

## Tanzania
Tanzania bestaat uit 127 districten.

## Thailand
Een district (amphoe) is een onderverdeling van een provincie (changwat) in Thailand. Een aantal provincies omvatten ook subdistricten (king amphoe), die kleiner zijn dan het gemiddelde district.

## Tsjechië
Tsjechië bestaat onder meer uit districten (okresy).

## Turkije
Turkije bestaat uit 81 provincies (Turks: il). De provincies zijn onderverdeeld in districten (Turks: ilçe). Er zijn in totaal 923 districten.

## Verenigde Staten
Een congresdistrict is een kiesdistrict van het Amerikaans Congres. Een staat wordt onderverdeeld in een aantal congresdistricten, variërend van 1 tot 53; dit aantal is gebaseerd op het bevolkingsgrootte van de staat. In totaal zijn er 435 congresdistricten in de Verenigde Staten, die elk een populatie van ongeveer 630.000 inwoners hebben.
Een heel bekend district is het District of Columbia.
Naast congresdistricten worden staten ook opgedeeld in kiesdistricten voor de verkiezing van leden van het parlement van de staat. Zo kent Californië behalve congresdistricten ook een reeks districten voor de verkiezing van het State Assembly en van de Senaat van Californië.

## Zuid-Afrika
Zuid-Afrika is verdeeld in 52 districten. Sinds 2005 liggen alle districten in zijn geheel in een provincie en maakt elk deel van het grondgebied van Zuid-Afrika deel uit van een district.

## Zwitserland
Zwitserland bestaat uit 26 kantons die vrij zijn in hun bestuurlijke onderverdeling, toch hebben de meeste kantons een onderverdeling in districten. Sommige kantons zijn zo klein dat ze geen districten hebben gekozen en gewoon onderverdeeld zijn in gemeenten. In enkele grote kantons zijn de districten op hun beurt opgedeeld in cirkels.